# Saskatchewan Highway 927
Highway 927 je silnice v kanadské provincii Saskatchewanu. Vede od silnice Highway 912 k rekreační oblasti East Trout-Nipekamew Lake Provincial Recreation Site. Je asi 24 km (15 mil) dlouhá.